# Wiktorija Kutuzowa
Wiktorija Wałerijiwna Kutuzowa, ukr. Вікторія Валеріївна Кутузова (ur. 19 sierpnia 1988 w Odessie) – ukraińska tenisistka.
Jest tenisistką praworęczną z oburęcznym backhandem. Największym sukcesem Kutuzowej jest dotarcie do 4 rundy prestiżowego turnieju Indian Wells w 2005 roku. Tenisistka może również się poszczycić dotarciem do 2 rundy w trzech z czterech turniejów Wielkiego Szlema.
Jest również finalistką rozgrywek juniorskich w Australian Open w 2003 roku. Uległa wtedy jedynie Barborze Záhlavovej Strýcovej 6-0, 2-6, 2-6.
Ponadto na swoim koncie ma sześć zwycięstw singlowych w zawodach ITF.

## Wygrane turnieje rangi ITF
| turnieje z pulą nagród 100 000 $ |
| turnieje z pulą nagród 75 000 $  |
| turnieje z pulą nagród 50 000 $  |
| turnieje z pulą nagród 25 000 $  |
| turnieje z pulą nagród 15 000 $  |
| turnieje z pulą nagród 10 000 $  |

### Gra pojedyncza
|    | Data       | Turniej        | ($)     | Naw.   | Finalistka         | Wynik         |
| 1. | 20/11/2005 | Deauville      | 50 000  | ziemna | Cwetana Pironkowa  | 6:4, 7:6(2)   |
| 2. | 27/11/2005 | Poitiers       | 75 000  | twarda | Maret Ani          | 6:3, 3:6, 6:4 |
| 3. | 19/11/2006 | Deauville      | 50 000  | ziemna | Alberta Brianti    | 6:1, 6:2      |
| 4. | 04/05/2008 | Cagnes-sur-Mer | 100 000 | ziemna | Maret Ani          | 6:1, 7:5      |
| 5. | 22/08/2011 | Bukareszt      | 10 000  | ziemna | Laura Ioana Andrei | 6:2, 7:5      |
| 6. | 05/12/2011 | Antalya        | 10 000  | ziemna | Patricia Maria Țig | 3:6, 6:1, 6:1 |

## Finały juniorskich turniejów wielkoszlemowych

### Gra pojedyncza (1)
| Końcowy wynik | Rok  | Turniej         | Nawierzchnia | Przeciwniczka         | Wynik finału  |
| Finalistka    | 2003 | Australian Open | Twarda       | B. Záhlavová-Strýcová | 6:0, 2:6, 2:6 |